# الشیبر
ال-شیبر یک منطقهٔ مسکونی در یمن است که در ناحیه یافع واقع شده‌است.